# Großsteingrab Gunderød
Das Großsteingrab Gunderød war eine megalithische Grabanlage der jungsteinzeitlichen Nordgruppe der Trichterbecherkultur im Kirchspiel Karlebo in der dänischen Kommune Fredensborg. Es wurde im 19. oder frühen 20. Jahrhundert zerstört.

## Lage
Das Grab lag südwestlich von Lille Gunderød auf einem Feld. In der näheren Umgebung gibt bzw. gab es zahlreiche weitere megalithische Grabanlagen. 

## Forschungsgeschichte
Im Jahr 1884 führten Mitarbeiter des Dänischen Nationalmuseums eine Dokumentation der Fundstelle durch. Zu dieser Zeit war die Anlage nur noch in Resten erhalten. Irgendwann später wurde sie vollständig abgetragen.

## Beschreibung

### Architektur
Die Anlage besaß eine nordnordost-südsüdwestlich orientierte rechteckige Hügelschüttung. Ihre Länge betrug 1884 noch etwa 22 m, ursprünglich dürfte der Hügel aber länger gewesen sein; die Breite betrug 12 m. Ob ursprünglich eine steinerne Umfassung vorhanden war, ist unklar.
Der Hügel enthielt zwei Grabkammern, eine am nördlichen und eine am südlichen Ende. Beide Kammern sollen einen runden Grundriss besessen haben. Sie bestanden aus einer unbekannten Zahl an Wandsteinen und einem Deckstein. Möglicherweise sind die Kammern als Polygonaldolmen anzusprechen, letztlich sind die Beschreibungen aber zu vage, um den genauen Grabtyp sicher zu bestimmen.

### Funde
In einer der beiden Kammern wurden zwei Skelette gefunden. Aus der südlichen Kammer stammt ein ungeschliffenes dünnackiges Feuerstein-Beil, das zwar vom Dänischen Nationalmuseum registriert wurde, heute aber verschollen ist.